# FK Lada Toljatti
Der FK Lada Toljatti (russisch ФК Лада Тольятти) ist ein 1969/70 gegründeter Fußballverein aus der Wolgastadt Toljatti. Der Club spielt nach einem Lizenzentzug für die russische 1. Division (2. Liga) seit 2008 in der Staffel Ural-Powolschje der 2. Division (3. Liga). Größter Erfolg von Lada waren der Einzug in das russische Pokalhalbfinale 2003, sowie zwei Jahre der Erstklassigkeit 1994 und 1996, die aber mit dem sofortigen Wiederabstieg als schlechteste Mannschaft endeten. Neben der Herrenabteilung gab es ein erfolgreiches Damenteam, das 2002–2004 dreimal in Folge den russischen Pokal, 2004 Meister, sowie 2002, 2003, 2005 Vizemeister wurde. In der Mitte der Saison 2009 wurde das Team aufgelöst. Nach der Wiedergründung nahm Lada Toljatti 2024 als Viertligist wieder für eine Saison am russischen Profifußball teil.

## Geschichte
Der Club wurde 1969/70 vom Toljattier AwtoWas-Werk unter dem Namen Torpedo Toljatti gegründet, den Stamm der Spieler bildeten die Fußballer des gerade aufgelösten Zweitligisten Metallurg Kuibyschew aus dem heutigen Samara. Ende der 1980er Jahre benannte der Konzern den Club nach seiner wichtigsten Marke Lada um. 1997 wurde dann für einige Zeit der Name des Konzerns eingefügt Lada-WAS Toljatti, was in der Folge jedoch wieder zu Lada vereinfacht wurde.
Bereits 1971 spielte der Verein in der dritten sowjetischen Liga, wo der Club auch bis zum Ende der UdSSR blieb. Die russische Zeit begann Lada in der zweiten Liga, als Meister der zentralrussischen Staffel 1993 qualifizierte die Mannschaft sich für die Aufstiegsrunde, die Lada als Zweiter beendete und somit 1994 erstmals erstklassig wurde. Aber sowohl 1994 als auch nach dem Wiederaufstieg zwei Jahre später 1996 wurde das Team lediglich letzter der Premjer-Liga und stieg wieder ab. Seitdem pendelt der Club zwischen der 1. und 2. Division. Für die Saison 2007 wurde dem Club wegen finanzieller Probleme die Lizenz für die 1. Division verweigert, seitdem tritt er in der 2. Division, Gruppe Ural-Powolschje an.